# Werner Hackmann
Werner Hackmann (Hamburgo, 17 de Abril de 1947 — Hamburgo, 28 de Janeiro de 2007), foi político do SPD e presidente da Bundesliga (liga de futebol alemã).

## Biografia
Hackmann, além da sua dedicação ao futebol, desempenhou também cargos políticos. Foi o primeiro presidente a tempo inteiro do Hamburger SV, entre 1999 e 2002, sucedendo ao lendário Uwe Seeler.
Era desde Dezembro de 2000 o presidente da Bundesliga, organismo que representou como delegado ainda na semana anterior à sua morte, no Congresso da UEFA, em Dusseldorf, onde Michel Platini foi eleito presidente daquele organismo.
Encontrava-se a recuperar de uma operação pulmunar a que fora submetido recentemente. Faleceu aos 59 anos, vítima de tumor pulmunar. Deixou mulher e dois filhos.